# Weak Heart
Weak Heart è un singolo della cantante svedese Zara Larsson, pubblicato il 12 gennaio 2015 come quarto estratto dal primo album in studio 1.

## Video musicale
Il video musicale è stato reso disponibile il 5 dicembre 2014.

## Tracce
Testi e musiche di Elof Loelv.
1. Weak Heart – 3:00
2. Weak Heart (Sam Crow & Mack Remix) – 3:15
3. Weak Heart (Don Palm Remix) – 3:16
4. Weak Heart (Do It Yourself Version) – 3:00

## Formazione
- Zara Larsson – voce
- Elof Loelv – produzione, missaggio
- Robert Habolin – produzione vocale, registrazione
- Chris Gehringer – mastering

## Classifiche
| Classifica (2015) | Posizione massima |
| ----------------- | ----------------- |
| Svezia            | 53                |